# Kim Gi-dong
Kim Gi-dong (* 12. Januar 1972) ist ein ehemaliger südkoreanischer Fußballspieler, der zuletzt bei den Pohang Steelers in der K League spielte. Aktuell steht er als Trainer bei den Pohang Steelers unter Vertrag.

## Karriere als Spieler

### Jugendzeit
Kim Gi-dong besuchte in seiner Schulzeit die Songak Elementary School, ehe er anschließend an die Shinpyeong Middle School und die Shinpyeong High School ging.

### Fußball-Karriere in Südkorea
Kim Gi-dong fing seine Karriere 1991 bei den POSCO Atoms an. Dort kam er allerdings zu keinem Einsatz. Seine Mannschaft gewann allerdings 1992 die Liga-Meisterschaft. Anfang 1993 wechselte er zu den Yukong Elephants. Mit den Yukong Elephants zusammen gewann er erstmals 1994 den Ligapokal. In den darauffolgenden Jahren konnte er den Ligapokal nochmals 1996 und 2000 gewinnen. Ende 2002 verließ er den Verein nach 198 Pflichtspieleinsätzen in Richtung seines ehemaligen Vereins, den Pohang Steelers. Bei den Pohang Steelers konnte er 2007 erstmals nach 1992 die Liga-Meisterschaft wieder gewinnen. Im darauffolgenden Jahr konnte er zusätzlich den Vereinspokal gewinnen, ehe er im Jahr 2009 mit dem Gewinn des Ligapokals und der AFC Champions League sogar das Double feiern konnte. Ende 2011 gab er nach insgesamt 186 Pflichtspieleinsätzen für die Pohang Steelers sein Karriereende bekannt und verließ anschließend den Verein.

## Karriere in der Nationalmannschaft
Kim Gi-dong lief insgesamt von 1996 bis 1997 dreimal für die Südkoreanische Fußballnationalmannschaft auf.

## Karriere als Trainer
Nach Ende seiner aktiven Spielerlaufbahn ging er 2013 zu Seongnam Ilhwa Chunma und arbeitete dort das Jahr als Scout. 2014 verließ er den Verein und ging zu der südkoreanischen U-23-Auswahl und wurde dort Co.-Trainer für zwei Jahre. Mitte 2016 ging er anschließend zu seinem ehemaligen Verein, den Pohang Steelers, zurück und wurde dort unter dem Trainer Choi Soon-ho 2. Co.-Trainer. Am 22. April 2019 wurde Choi Soon-ho aufgrund schlechter Leistungen und Ergebnisse seiner Mannschaft entlassen, Kim Gi-dong selber wurde als sein Nachfolger zum Trainer befördert. Unter seiner Führung stabilisierte sich die Mannschaft wieder und wurde zum Schluss Viertplatzierter, wobei sie bei gleicher Punktzahl, aber der schlechteren Tordifferenz zum FC Seoul die AFC-Champions-League-Qualifikation denkbar knapp verpassten. In der darauffolgenden Spielzeit konnte seine Mannschaft starke Leistungen und Ergebnisse liefern, weshalb sie am Ende der Saison Drittplatzierter wurden und sich erstmals nach 2016 sich wieder für die AFC Champions League qualifizieren konnten.

## Erfolge
bei den Pohang Steelers:
- 2× Südkoreanischer Meister: 1992 & 2007
- 1× Südkoreanischer Pokalsieger: 2008
- 1× Südkoreanischer Ligapokalsieger: 2009
- 1× AFC-Champions-League-Sieger: 2009

bei Yukong Elephants/Bucheon SK:
- 3× Südkoreanischer Ligapokalsieger: 1994, 1996 & 2000